# Oshkosh All-Stars 1943-1944
La stagione 1943-44 degli Oshkosh All-Stars fu la 7ª nella NBL per la franchigia.
Gli Oshkosh All-Stars arrivarono terzi con un record di 7-15. Nei play-off persero la semifinale con gli Sheboygan Red Skins (2-1).

## Roster
| N° | Naz.                   | Ruolo | Sportivo       | Anno | Alt. | Peso |
| -- | ---------------------- | ----- | -------------- | ---- | ---- | ---- |
|    | Stati Uniti (bandiera) | AC    | Clint Wager    | 1920 | 196  | 95   |
|    | Stati Uniti (bandiera) | GA    | Charley Shipp  | 1913 | 185  | 91   |
|    | Stati Uniti (bandiera) | AC    | Leroy Edwards  | 1914 | 193  | 91   |
|    | Stati Uniti (bandiera) | G     | Frank Sachse   | 1917 | 183  | 89   |
|    | Stati Uniti (bandiera) | GA    | Ed Scheiwe     | 1918 | 180  | 77   |
|    | Stati Uniti (bandiera) | A     | Ray Terzynski  | 1919 | 185  | 82   |
|    | Stati Uniti (bandiera) | AC    | Ed Erban       | 1921 | 196  |      |
|    | Stati Uniti (bandiera) | AC    | Connie Berry   | 1915 | 191  | 91   |
|    | Stati Uniti (bandiera) | AC    | Gene Englund   | 1917 | 193  | 93   |
|    | Stati Uniti (bandiera) | GA    | Eric Plahn     | 1919 | 188  | 82   |
|    | Stati Uniti (bandiera) | GA    | Bob Sullivan   | 1921 | 183  | 82   |
|    | Stati Uniti (bandiera) | GA    | Ed Glancy      | 1917 | 191  | 82   |
|    | Stati Uniti (bandiera) | AC    | Gordon Flick   | 1921 | 191  | 91   |
|    | Stati Uniti (bandiera) | G     | Harold Dahl    | 1923 | 175  | 86   |
|    | Stati Uniti (bandiera) | A     | Leo Osiewalski | 1921 | 193  | 86   |

## Staff tecnico
Allenatore: Lonnie Darling